# بزاوند، آق‌سو
بزاوند، آق‌سو (به ترکی آذربایجانی: Bozavand) یک منطقهٔ مسکونی در جمهوری آذربایجان است که در شهرستان آغ‌سو واقع شده‌است. بزاوند ۱٬۰۶۸ نفر جمعیت دارد.